# Paulette Pierson-Mathy
Paulette Pierson-Mathy, née le 3 mars 1932 à Saint-Servais (Belgique) et morte le 19 septembre 2021, est une juriste belge de droit international public et professeure émérite d'université. Cofondatrice et présidente du Comité contre le colonialisme et l'apartheid (1969-1994), elle est connue notamment pour le soutien qu'elle a apporté aux pays d'Afrique australe dans leur quête de l'indépendance.

Doctoresse en Droit de l’U.L.B., Paulette Mathy suit les cours à la Sorbonne, à l’Institut des hautes études internationales de 1956 à 1958 (  Notice MATHY, Paula, dite Paulette, épouse PIERSON, par Paul-Emmanuel Babin, version mise en ligne le 29 mai 2022, dernière modification le 2 juin 2022, Dictionnaire biographique du mouvement ouvrier en Belgique - DBMOB). 

## Biographie

### Enseignement
Paulette Pierson-Mathy est professeur de droit international à l’Université libre de Bruxelles (ULB),. Le quotidien Elmoudjahid la présente comme « figure emblématique de la société civile belge et juriste de renom » à l'occasion de la disparition de Mohamed Abdelaziz.

### Engagements
Ses engagements concernent principalement les pays d'Afrique australe en lutte pour leur indépendance.
En 1964, elle publie La politique raciale de la République d'Afrique du Sud (Bruxelles, Institut royal des relations internationales), à l'époque « un des rares ouvrages en langue française à traiter avec précision des conditions de vie des Africains dans la République sud-africaine. ».
Elle avait été chargée d’enquêter sur le massacre de Soweto (Afrique du Sud) en 1976 (  Notice MATHY, Paula, dite Paulette, épouse PIERSON, par Paul-Emanuel Babin, version mise en ligne le 29 mai 2022, dernière modification le 2 juin 2022, Dictionnaire biographique du mouvement ouvrier en Belgique - DBMOB).  
Cofondatrice et présidente du Comité contre le colonialisme et l'apartheid (aujourd'hui Comité Afrique australe) de 1969 à 1994,, elle intervient en faveur de Nelson Mandela, à l'époque emprisonné en Afrique du Sud, lequel est fait docteur honoris causa de l'ULB en 1984,. Elle milite également pour l'indépendance de la Namibie, obtenue en 1990 et s'intéresse de près au sort de la Guinée-Bissau et de l'Angola,.  Elle était allée en Guinée Bissau en 1972 ( Notice MATHY, Paula, dite Paulette, épouse PIERSON, par Paul-Emmanuel Babin, version mise en ligne le 29 mai 2022, dernière modification le 2 juin 2022,).
Outre son engagement dans le cadre du Comité Afrique australe, elle est secrétaire générale du Comité belge de soutien au peuple sahraoui, et l'une des organisatrices du Tribunal Russell sur la Palestine, dont les travaux ont commencé le 4 mars 2009,.
En 2000, lors d'élections communales à Schaerbeek, elle soutient la liste présentée par le Parti du travail de Belgique.

### Activités éditoriales
Elle est secrétaire de la Revue belge de droit international de 1969 à 1971.
Elle a écrit plusieurs articles dans la revue Les Cahiers marxistes.

## Œuvres (sélection)
- Évolution politique de l'Afrique : la communauté française, la république de Guinée, l'indépendance de la Somalie, Bruxelles, Institut royal des relations inter-nationales, 1961 (OCLC 460747694)[19]
- La politique raciale de la République d'Afrique du Sud, Bruxelles, Institut royal des relations internationales, 1964 (OCLC 490180276)[6].
- Immigration blanche en Afrique du Sud : la politique et la pratique de la Belgique, avec la collaboration de Jan Reynaers, Waterloo, Comité contre le colonialisme et l'apartheid, 1975 (OCLC 43770160)
- La Naissance de l'État par la guerre de libération nationale : le cas de Guinée-Bissau, Paris, coll. « Nouveaux défis au droit international » (no 2), Unesco, 1980  (ISBN 92-3-201794-6) (OCLC 8317687) (BNF 34676985)[20], extrait en ligne sur Gallica.
- (coll.) La guerre du Golfe et le droit international, Centre de droit international/ULB, 1991  (ISBN 2-8022-0076-3) [lire en ligne][PDF]
  - « Des armes sud-africaines en violation de l’embargo », p. 147–152
  - « Non à la guerre », p. 175–178
- (dir.) Angola : éléments d'analyse, Actes de la journée de solidarité du 24 mai 1997, Bruxelles, 1998.

## Archives
- Archives et Musée de la littérature, Bibliothèque royale de Belgique[21].
- Centre des Archives du communisme en Belgique - carcob[22].
- Hommages d'amitiés à Paulette Pierson-Mathy, 94 pages, décembre 2022.